# Première République (Turkestan oriental)
« RITO » redirige ici. Pour l’article homophone, voir Rittaud.
Pour les articles homonymes, voir Première République et Turkestan oriental.
 (mars 2018).
12 novembre 1933 – 16 avril 1934
Entités suivantes :
- Seconde République
(indirectement)

Le drapeau Kok Bayraq de la Première République, au Turkestan oriental. Ce drapeau est encore utilisé par les Ouïghours indépendantistes comme un symbole du mouvement d'indépendance du Turkestan oriental. Le gouvernement chinois en interdit actuellement l'utilisation. Il est presque identique au drapeau de la Turquie, sauf pour ce qui concerne sa couleur de fond, où le rouge est remplacé par le bleu.

La Première République au Turkestan oriental (RTO), ou république islamique turque du Turkestan oriental (RITO), ou aussi république de l'Ouïghourstan, est une république éphémère, de novembre 1933 à janvier 1934. Elle fut centrée sur la ville de Kachgar dans la province du Xinjiang (devenue région autonome ouïgoure du Xinjiang en 1955), région administrée par la république populaire de Chine.  
Bien que dérivant principalement des aspirations séparatistes, islamiques et nationalistes du peuple ouïghour de la région, la RTO était d'une nature multiethnique, incluant des Kazakhs, Kirghizes, et autres minorités turques représentées dans son gouvernement, dont Isa Alptekin fut le secrétaire général.
Avec le pillage de Kashgar en 1934 par les seigneurs de la guerre Hui théoriquement alliés avec le gouvernement du Kuomintang de Nankin, la Première République fut totalement éliminée. Son exemple, cependant, a servi jusqu'à un certain point comme inspiration pour la création d'une Seconde République, soviétique, État satellite de l'Union soviétique une décennie plus tard, et continue à influencer les aspirations du nationalisme ouïghour moderne pour la création d'un Turkestan oriental indépendant.

## Origines du mouvement de la RTO
La naissance du séparatisme ouïghour au début du XXe siècle, doit beaucoup à l'influence du mouvement jadidiste turc, diffusée par certains Ouïghours fortunés, partisans du panturquisme qui avaient voyagé à l'étranger, en Turquie, en Europe et en Russie et qui revinrent déterminés à moderniser et à développer le système d'éducation au Xinjiang. La première école importante fondée selon le modèle européen, était située dans la banlieue de Kashgar et, contrairement au programme traditionnel des médersas, mettait davantage l'accent sur les aspects pratiques et techniques de l'enseignement tels que les sciences, les mathématiques, l'histoire et les langues. Le jadidisme croyait dans le pouvoir de l'éducation considérée comme un outil de perfectionnement personnel et national qui secouerait le statu quo traditionnel du Xinjiang. Le maitre du Xinjiang, le gouverneur et seigneur de la guerre, Yang Zengxin (楊增新), de la Clique du Xinjiang, réagit en fermant ou en intervenant dans le fonctionnement de plusieurs de ces nouvelles écoles.
La naissance de l'Union soviétique et des républiques socialistes soviétiques d'Asie centrale influencèrent également les Ouïghours, augmentèrent la popularité des mouvements nationalistes séparatistes et diffusèrent le message communiste. Malgré la création d'une organisation révolutionnaire communiste locale dans le Xinjiang en 1921, cette zone servit également de refuge à de nombreux intellectuels fuyant l'avènement du communisme soviétique en Asie centrale, formant ainsi une division à l'intérieur du mouvement nationaliste turc au Xinjiang.
La situation au Xinjiang se détériora avec le meurtre de Yang Zengxin en 1928 et l'arrivée au pouvoir de son adjoint Jin Shuren (金樹仁). Celui-ci se proclama gouverneur après avoir fait arrêter et exécuter l'assassin de Yang, un fonctionnaire rival nommé Fan Yaonan (zh) (樊耀南), qui voulait lui-même s'emparer du pouvoir.
Autocratique, corrompu et inefficace dans sa gestion du développement de la province, Jin s'aliéna encore davantage le peuple en réactivant une politique de « sinisation », en augmentant les taxes, interdisant la participation au hajj et en remplaçant les chefs locaux par des fonctionnaires chinois Han.

## Rébellion

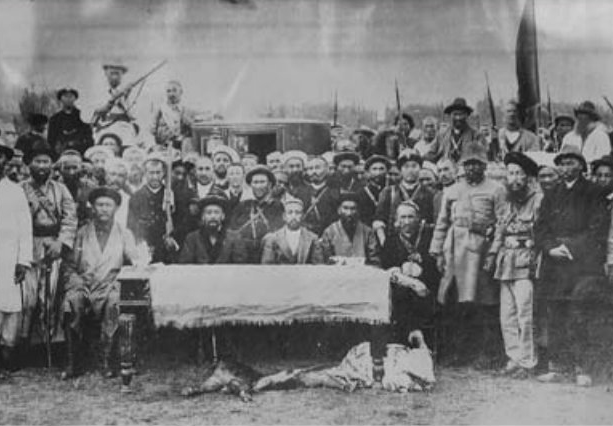
Rebelles ouïghours dans les années 1930.

La situation arriva à un point critique en 1930, à la mort du Shah Mexsut, khan de la préfecture de Hami (Hami) dans le Xinjiang oriental. Depuis l'ère des Qing, le titre de Khan était héréditaire et comme le veut l'usage féodal ou satrape, il comportait la souveraineté sur la région. L'importance du territoire Hami situé de façon stratégique de part et d'autre de la route principale reliant la province à la Chine orientale, sa richesse en terres fertiles sous-exploitées, ainsi que la volonté du gouvernement de consolider son pouvoir et d'éliminer les anciennes coutumes de gouvernement indirect, amenèrent Jin Shuren à abolir le khannat et à proclamer sa souveraineté directe à la mort de Shah Mexsut.
Là-dessus, Jin Shuren doubla les taxes agricoles pour la population ouïghoure, l'expropria des meilleures terres et les distribua à des réfugiés chinois Han de la province voisine du Gansu, à laquelle il accorda des subventions et réinstalla les Ouïghours déplacés sur des terres peu fertiles, près du désert. 
La nouvelle garnison stationnée à Hami s'avèra encore plus sévère, et en 1931, la révolte éclata, des bandes et des mouvements de résistance se levèrent dans toute la zone. Le coup final fut porté par un officier chinois, nommé Chieng, qui décida d'épouser une jeune fille ouïghoure d'un village des environs de Hami.
Pour les Ouïghours, il s'est agi en fait d'un viol ou de l'intimidation de la famille, de plus, comme la loi islamique interdit aux filles musulmanes de se marier avec un non-musulman, cela est apparu véritablement comme une agression contre la communauté ouïghoure.
La rébellion éclata le 20 février 1931 avec le massacre de Chieng, de trente-trois de ses soldats lors de la cérémonie du mariage et de cent vingt Chinois Han réfugiés du Gansu.
La rébellion ne s'est pas cantonné aux seuls Ouïghours : les chefs kazakhs, kirghizes, chinois Han et Hui se joignirent tous à la révolte contre le pouvoir de Jin Shuren, même si occasionnellement ils l'interrompaient pour se battre entre eux.
Le Kuomintang (parti nationaliste chinois, KMT) et l'Union soviétique compliquèrent encore la situation en envoyant des troupes pour soutenir Jin et son commandant militaire Sheng Shicai (盛世才) auxquels se joignirent certains Russes blancs réfugiés de l'Union soviétique et vivant dans la région de la vallée de la rivière Ili.
Initialement, les principaux combats furent centrés autour d'Urumqi, que les forces ouïghoures et Hui assiégèrent jusqu'à ce que les troupes de Sheng Shicai soient renforcées par des soldats Mandchous et des Russes blancs fuyant devant l'invasion japonaise de la Chine du Nord-Est. En avril 1933, Jin fut déposé par ces différents éléments et remplacé par Sheng avec le soutien des Soviétiques. Fort de ce soutien, Sheng réussit à diviser les assiégeants autour d'Urumqi en offrant à certains commandants ouïghours (sous le commandement de Khoja Niyaz Hadji, ancien conseiller du défunt Hami Khan) des postes de pouvoir dans le Xinjiang méridional s'ils acceptaient de se retourner contre les armées Hui se trouvant au nord sous les ordres du jeune Ma Zhongying (馬仲英).
Entre-temps, une autre faction Hui dans le Xinjiang méridional s'était alliée avec les forces ouïghoures groupées autour de Kucha sous les ordres de Timur Beg et marchait vers Kashgar. Les forces conjointes Ouïghours-Hui encerclant la ville se divisèrent à nouveau, le commandant Hui Ma Zhancang (zh) (馬占倉, de la Clique du Xinjiang) s'étant allié avec l'autorité locale dirigée par un autre Hui, Ma Shaowu (馬紹武), et attaqua les forces ouïghoures commandées par Timur Beg, tuant ce dernier.

## Fondation de la RITO
Parallèlement, dans la ville de Khotan, située dans le Sud du bassin du Tarim à proximité, trois frères appartenant à la riche famille Bughra et ayant reçu une éducation traditionnelle jadidiste, dirigèrent une révolte dans les mines d'or près de la ville de Keriya ainsi que dans les vallées des rivières de montagne Yurunkash et Karakash, et se proclamèrent émirs après avoir créé l'émirat de Khotan et déclaré son indépendance d'avec la Chine le 16 mars 1933.
Les autorités et les forces armées locales furent anéanties par les mineurs dans toute la province (vilayet) de Khotan, les populations civiles chinoises réussirent dans la plupart des cas à sauver leurs vies et leurs biens mais furent obligées pour cela de choisir entre l'islam ou l'exécution. En juillet 1933, l'émirat de Khotan envoya un des trois frères, Shahmansur Amin Bughra (connu aussi sous le nom d'Amir Abdulla), et un ancien propriétaire d'un journal appelé Sabit Damolla à Kashgar où ils fondèrent le Bureau des affaires du gouvernement de Khotan, dirigé par Muhammad Amin Bughra. Ce Bureau, dès l'automne de la même année, avait coupé la plupart de ses liens avec le gouvernement de Khotan et s'était transformé en une association multi-ethnique et quasi nationaliste pour l'indépendance du Turkestan oriental, s'inspirant principalement des idéaux du réformisme islamique, du nationalisme et du fadidisme.
En septembre 1933, Sabit Damolla proclama la fondation de la république du Turkestan Oriental avec Khoja Niyaz comme président, et cela en dépit du fait que le « respectable » commandant faisait la guerre dans le Xinjiang septentrional et avait joint ses forces à celles de Sheng Shicai.
Le 12 novembre 1933, la république indépendante — république islamique turque du Turkestan oriental (RITTO) ou république du Ouïghourstan, les deux noms étaient indifféremment utilisés — était proclamée.
Distincte de l'émirat de Khotan, cette République proclamait son autorité sur un territoire s'étendant depuis Aksu située sur le bord nord du bassin du Tarim jusqu'à Khotan au sud. En fait, le gouvernement de Kashgar qui n'avait que peu de ressources, était affligé d'une inflation galopante et entouré de voisins hostiles, incluant les forces Hui sous les ordres de Ma Zhancang. Bien qu'ayant été créée comme une république multi-ethnique, ainsi que cela était reflété dans le nom de « Turkestan Oriental » inscrit dans sa Constitution, les premières pièces de monnaie du nouveau Gouvernement furent frappées avec le nom « république du Ouïghourstan » (uystan Jumhuriyiti). Dans certains textes, on s'y réfère comme à la « république islamique du Turkestan Oriental », suggérant un rôle plus important de l'islam dans sa fondation. Ceci  fait l'objet de discussions ; bien que sa constitution se réclame de la charia comme loi fondamentale, la tradition jadidiste modernisante met davantage l'accent sur les réformes et le développement ainsi que cela ressort de certains passages de la Constitution qui insistent sur la santé, l'éducation et les réformes économiques.
Les efforts de la république islamique turque de Turkestan oriental (RITTO) en vue d'obtenir la reconnaissance internationale de son existence n'aboutit pas en dépit des nombreuses missions diplomatiques envoyées par le Premier ministre Sabit Damolla auprès de l'URSS (à Tachkent et Moscou), de l'Afghanistan, de l'Iran, de la Turquie, et de l'Inde britannique. L'Union soviétique repoussa toute offre de négociation avec les islamistes. À Kaboul, les représentants de Kashgar rencontrèrent le tout nouveau roi d'Afghanistan, Mohammed Zaher Chah, et le Premier ministre Mohammed Hashim Khan, en vue d'obtenir assistance et armements. Mais l'un et l'autre préférèrent rester neutres et ne pas interférer avec les affaires de la Chine. Les autres pays réagirent de la même façon, refusant de considérer ces envoyés comme les représentants d'un pays indépendant. Aucun ne voulait lancer un défi politique à des puissances telles que l'Union soviétique et la Chine et se trouver engagés dans les combats ensanglantant le Sinkiang qui avaient déjà coûté la vie à 100 000 personnes dans la région. Cela ne laissait ainsi que peu de chances de survie à cette République encore au stade de l'enfance et entourée presque de tous côtés par des puissances hostiles (dounganes, soviétiques, chinoises).

## Fin de la république du Turkestan Oriental
Du nord, une aide parvint aux forces de Sheng Shicai le 24 janvier 1934 sous forme de deux brigades soviétiques, l'Altaiskaya et la Tabarghataiskaya, déguisées en « armée des volontaires russes blancs cosaques de l'Altaì » sous les ordres du général Volgin de l'Armée rouge. L'annexion de la Mandchourie par les Japonais et les rumeurs sur leur soutien aux forces de Ma Zhongying préoccupaient les Soviétiques ; Staline redoutait également que la rébellion du Xinjiang ne s'étendît aux républiques soviétiques d'Asie centrale et constituât un sanctuaire pour les musulmans Basmachi. Les liens commerciaux entre le Xinjiang et l'Union soviétique donnait aux Soviétiques une raison de plus pour soutenir Sheng.
Les brigades soviétiques, grâce au support aérien dont elles bénéficièrent, bousculèrent les forces de Ma Zhongying qui encerclaient Urumqi et les forcèrent à battre en retraite vers le sud. Le 16 février 1934, le siège d'Urumchi était levé, terminant ainsi la période d'incertitude et de désespoir qu'avaient traversé Sheng et les gardes cosaques (des Russes blancs) piégés dans la ville par les forces de Ma Zhongying depuis le 7 janvier 1934.
Entre-temps, Hoja Niyaz Hadji était arrivé à Kashgar pour assumer la présidence de la RTO, contrairement à son accord initial avec Sheng. Avec lui, un autre chef ouïghour de première importance, du Sinkiang oriental (Turpan, Kumul), Mahmut Muhiti (connu sous le nom de Mhmut Sijan c'est-à-dire, général de division) était arrivé et avait accepté l'offre du Premier ministre Sabit Damolla d'être le ministre de la Défense du gouvernement de la RTO.
Néanmoins, la RTO eut une très courte existence. Les forces Hui en battant en retraite depuis le Nord, firent leur liaison avec les forces de Ma Zancang à Kashgar, s'allièrent au Kuomintang à Nankin et attaquèrent la RTO forçant Niyaz, Sabit Damolla et le reste du Gouvernement à fuir à Yengi Hissar au sud de la ville le 6 février 1934. L'armée conquérante de Hui tua un grand nombre de ceux qui restaient et une suite rapide de trahisons parmi les survivants, après leur expulsion de Kashgar, signa la fin de la RTO. Mahmut Muhiti se retira avec ce qui restait de l'armée vers Yarkand et Hotan, On lui promit toutefois une aide militaire et un grand avenir s'il acceptait d'aider Sheng Shicai et les Soviétiques à dissoudre la RTO.
Hoja Niyaz Hajji, de son côté, s'enfuit par Artush vers Irkeshtam sur la frontière soviéto-chinoise, avec les troupes Tungan aux talons, et fut chassé jusqu'à la frontière. Il se réfugia alors en URSS, où il reçut un blâme sérieux de la part des Soviétiques pour avoir accepté de Sabit Damolla le poste de président de la RTO.
Après avoir signé le document de la dissolution de la RTO et avoir licencié les troupes, Hoja Niyaz Hajji retourna au Turkestan oriental, où il livra Sabit et plusieurs autres ministres de la RTO à Sheng qui l'en remercia en lui donnant comme il le lui avait promis le contrôle sur le Xinjiang méridional ; ceux qui réussirent à s'échapper, s'enfuirent en Inde et en Afghanistan.
Les forces Hui alignées avec le KMT sous les ordres de Ma Zhonggying furent licenciées et Sheng consolida son contrôle sur la province grâce à une aide active des Soviétiques. Le siège du gouvernement du Xinjiang autonome de Hoja Niyaz Hajji avait initialement été établi dans la ville d'Aksou. Par la suite, Sheng Shicai le força à se déplacer à Urumqi pour assumer les fonctions de vice-président du gouvernement du Xinjiang. Ses forces reçurent 15 000 fusils et des munitions de l'Union soviétique, mais, chaque fusil, chaque balle tirée et chaque bombe lancée contre les troupes Tungan par les avions soviétiques, avaient été payés à prix d'or aux Soviétiques.

## Sources

## Compléments